# Cornelis Chastelein

Monument voor Cornelis Chastelein, ca. 1930

Cornelis Chastelein, ook wel geschreven Chasteleijn of Chastelijn (Amsterdam, 10 augustus 1657 – Batavia, Nederlands-Indië, 28 juni 1714) werd geboren uit een aanzienlijk koopmansgeslacht. Hij was de jongste telg uit een gezin met acht kinderen. Zijn vader Anthony Chastelein die als hugenoot uit Frankrijk naar Nederland was gekomen, was ‘bewindhebber der O.I. Compagnie ter Kamer Amsterdam’. Zijn moeder, Maria Cruydenier, was een dochter van de burgemeester van Dordrecht die naast burgervader ook ‘bewindhebber der W.I. Compagnie’ was.
Op 24 januari 1675 stapte de 17-jarige Cornelis Chastelein, aan boord van het schip ’t Huis te Cleeff en kwam na een reis van 223 dagen, op 16 augustus van dat jaar, te Batavia aan. Amper 18 jaar oud, trad hij daar als boekhouder in dienst van de VOC.

## Carrière
Cornelis Chastelein maakte snel carrière. In 1682 was hij ‘Groot-winkelier in den Grooten Winkel te Batavia’ en in 1691 was hij inmiddels ‘Tweede Oppercoopman des Casteels van Batavia’. In datzelfde jaar werd hij eervol ontslagen op verzoek “ten aanzien van sijne toenemende swakheyt”. Echter, het is niet onwaarschijnlijk dat de benoeming van Johan van Hoorn tot Directeur-Generaal, waardoor hij de chef van Chastelein werd, aanleiding was tot deze ontslagaanvrage. Chastelein en van Hoorn waren bepaald geen vrienden van elkaar.
Van 1691 tot 1704 was Chastelein ambteloos burger en in die periode verwierf hij diverse landgoederen zoals Siringsing in 1695, bij paal 17 (ca. 25 km van Batavia) aan de Middenweg van Batavia-Buitenzorg. Op 18 mei 1696 kocht hij landgoed Depok, bij paal 21 (ca. 32 km van Batavia).
Depok was de naam die gegeven werd aan wat officieel omschreven staat als ‘een groot land, een dag gaans zuid van de stad, tussen de Tjiliwoeng en de Pasanggrahan’. Maar met deze naam werd over het algemeen een complex van vijf landgoederen bedoeld: Depok, Mampang, Karang-Anjer en ook nog twee kleine percelen aan weerszijden van de Tjiliwoeng, tussen Batavia en Buitenzorg.
In 1704 kocht Chastelein, ter uitbreiding van een stuk grond dat hij reeds in bezit had, een belendend stuk land dat hij de naam Weltevreden gaf. Hier liet hij de eerste experimentele koffieplantage in Indië aanleggen en ook de allereerste Indische dierentuin. Op het landgoed Depok kwam een peperplantage. Het kan geen toeval zijn dat Chastelein voor dit werk in Depok, slavenfamilies als Laurens en Loen uit Ambon had laten komen. 

## Visie op slavernij
Chastelein schreef onder meer een verhandeling, waarin hij zijn visie gaf op het koloniaal beheer met de titel: “Invallende Gedagten ende aenmerckinge over de Coloniën …” (1705) “Bij een gebragt en opgesteldt in mijn stille Eensaamheyd op Siringsing”. Dit ethisch manifest tegen de koopmanspolitiek van de VOC, was in het bijzonder gericht tegen Gouverneur Generaal Willem van Outhoorn die een voorstander was van een agressieve handelspolitiek.
Het verhaal gaat, dat Cornelis Chastelein tegen de slavernij was en dat hij de bepalingen die daarover waren vastgesteld, gebruikte om aan slaven hun vrijheid te schenken. De kerkenraad van Batavia had namelijk bepaald dat slavernij in strijd is met de Bijbel, maar deze bepaling had alleen geldigheid voor christenen. Daarentegen gold voor de heidense ‘zwartjes’ en ‘bruintjes’ dat zij veel baat zouden hebben in het slavenbestaan, omdat zij daardoor in contact konden komen met het ware geloof en de beschaving van de ‘witten’. Chastelein heeft om die reden zijn slaven tot het christendom gebracht en hen zo tot vrije mensen gemaakt. Hun aantal in het jaar 1714 – het jaar dat Chastelein stierf – wordt geschat op ongeveer 200.

## Slavengezinnen
Voor zijn landgoed Depok had Chastelein twaalf slavengezinnen gekocht over wie in de beschikbare documenten wordt gezegd, dat ze uit alle delen van de archipel kwamen: Balinezen, Ambonezen, Boeginezen en Soendanezen. Het vermoeden bestaat, dat zich onder hen ook nazaten van de Mardijkers bevonden. Mardijkers waren de halfbloed nakomelingen van Portugese kolonisten en dientengevolge waren ze reeds tot het rooms katholicisme bekeerd. Hun naam ontlenen ze aan het Indonesische woord Merdekka dat ‘vrij’ of ‘onafhankelijk’ betekent.
Het staat vast, dat van de twaalf oorspronkelijke families er ten minste vijf families zijn die – bij het aanvaarden van het (protestants) christendom – een nieuwe naam kregen van Chastelein. Vast staat ook, dat een deel van de families rooms katholiek was, voordat zij door Chastelein tot het protestantisme werden bekeerd. De twaalf oorspronkelijke familienamen zijn: Bacas, Isakh, Jacob, Jonathans, Joseph, Laurens, Leander, Loen, Sadokh, Samuel, Soedira en Tholense. Na de Tweede Wereldoorlog komt de naam Sadokh niet meer voor.
Isakh, Jacob, Jonathans, Joseph en Samuel zijn de Bijbelse namen die Chastelein aan de bekeerde slavenfamilies heeft gegeven. De overige zeven families behielden de namen die ze al hadden en het vermoeden lijkt gewettigd, dat het hier om mensen gaat die al christen, dat wil zeggen rooms-katholiek, waren. Uit de documenten blijkt, dat hun overgang naar het protestantisme geen problemen opleverde.
In 1704 trad Chastelein weer in dienst van de VOC als ‘extra-ordinair Raad’. Nadat hij in 1705 voor het eerst zitting nam in de Raad van Indië werd hij in november 1708 benoemd tot ‘Ordinair lid van den Raad van het Nederlands India’ met een maandelijkse toelage van 350 gulden per maand. Deze functie heeft Chastelein tot aan zijn dood bekleed.

## Huwelijk
Cornelis Chastelein was gehuwd met Catharina van Quaelborg. Zij was waarschijnlijk zijn nicht, daar haar vader, Raad van Indië, getrouwd was met ene Henriëtte Chastelein.
Zij hadden één zoon Anthony, terwijl uit het testament van Chastelein blijkt dat ze ook nog een meisje van gemengd bloed als dochter hebben aangenomen: Maria Chastelein mixtiese (5 juni 1693). 

## Overlijden en testament
Cornelis Chastelein overleed op 56-jarige leeftijd, op 28 juni 1714 om 4 uur in de middag en 28 juni is nog steeds de officiële dag dat Chastelein wordt herdacht.
Naast zijn grote bekwaamheid als zakenman was Chastelein een sociaal bewogen mens die zijn tijd ver vooruit was. Zijn grootste verdienste evenwel was zijn nalatenschap aan zijn lijfeigenen. In zijn testament had hij laten vastleggen dat de twaalf oorspronkelijke families het landgoed Depok, 1240 ha. groot, als een communaal bezit van hem zouden erven en daarmee tevens hun vrijheid zouden verkrijgen. En aldus werd bepaald dat "vrijgegeven lijfeigenen benevens haar nakomelingen het land voor altijd zouden bezeeten ende gebruyke".
Generaties later hebben sommige nakomelingen van de twaalf families hun land alsnog verkocht.

## Trivia
De naam Chastelein bestaat niet meer. De mensen heten nu Castelein of Casteleijn.